# Embolanthera
Embolanthera Merr. – rodzaj roślin należący do rodziny oczarowatych (Hamamelidaceae R. Br. in Abel). Obejmuje 2 gatunki występujące naturalnie na filipińskiej wyspie Palawan oraz w północnej części Wietnamu, zwanej Tonkinem.

## Systematyka
Pozycja systematyczna według APweb (aktualizowany system APG III z 2009)
Rodzaj ten należy do podrodziny Hamamelidoideae Burnett w obrębie rodziny oczarowatych (Hamamelidaceae R. Br. in Abel) z rzędu skalnicowców (Saxifragales Dumort.).
Wykaz gatunków
- Embolanthera glabrescens H.L.Li
- Embolanthera spicata Merr.